# After crash system
After crash system lub automatic crash system, skrótowiec: ACS – automatyczny układ zabezpieczający pasażerów samochodu przed skutkami zderzenia.
Instalacja ta po wypadku automatycznie odblokowuje zamek centralny, włącza oświetlenie wewnątrz pojazdu oraz światła awaryjne, a także odcina dopływ paliwa. 